# SETI@home
SETI@home(Search for Extra-Terrestrial Intelligence)은 SETI 프로그램의 일환으로 분산 컴퓨팅 기술을 활용하여 인터넷에 연결된 컴퓨터들을 이용해 외계 지적 생명체를 탐구하는 프로젝트이다. 미국의 캘리포니아 대학교 버클리에서 1999년 5월 17일 일반에 공개하였으며, 버클리 네트워크 컴퓨팅을 위한 공개 기반(BOINC) 플랫폼에 속해 있다.

## 등장 배경 및 원리
SETI의 기본 개념은 지적인 생명체가 존재할 가능성이 높은 행성의 주파수 대역의 신호를 분석하여 특정한 반복 패턴을 보이는 인공적으로 만들어진 전파 신호를 가려내는 것이다. SETI는 천문학자 칼 세이건 원작의 영화 '콘택트'를 통해 널리 알려졌다. SETI의 전신인 오즈마 계획은 1960년대부터 시작되었지만 50년 가까이 아무런 외계 지성의 흔적을 찾지 못하고 있다.
외계로부터의 신호는 전파망원경으로 수신한다. 전파망원경이 수신한 전파 신호 속에는 별의 탄생이나 블랙홀에서 나오는 호킹 복사 등 온갖 자연의 전파가 포함돼 있다. 여기서 인공적인 전파를 가려내기 위해서는 높은 연산 능력의 슈퍼컴퓨터가 필요하게 된다. SETI@home은 전 세계에 연결된 개인용 컴퓨터가 구성하는 네트워크가 슈퍼컴퓨터의 역할을 하여 신호를 분석하는 것이다.

## 역사
미국에서 SETI(Search for Exteraterristrial Intelligence, SETI Project)에 대한 미 의회의 결정으로 국가 예산 지원이 중단됨에 따라 프로젝트를 지속하기 위하여 단일 혹은 소수의 대용량 컴퓨터로 하는 분석이 아닌 전 세계에서 유휴중인 컴퓨터 자원을 활용하여 분석을 지속하기 위하여 분산 컴퓨팅(Distributed Computing)의 형태인 "@home(At Home, 집에서)으로 발전하게 되었다.

### SETI@home Classic
최초 SETI@home은 BOINC이 존재하지 않은 시절이어서 단일 프로젝트로 시작되었다. 1999년 5월 17일부터 시작하여 2005년 12월 5일까지 진행되었으며 현재 진행되고 있는 SETI@home과 비교하기 위하여 지금은 "SETI@home Classic"이라 부르고 있다.

### 현재의 SETI@home
현재는 BOINC(Berkeley Open Intrastructure for Network Computing)으로 불리는 분산 컴퓨팅을 지원하는 오픈 플랫폼 프로그램에서 작동하는 하나의 프로젝트로 등록되어 운영되고 있으며 2010년 기준으로 BOINC 내에서 가장 많은 사용자와 컴퓨터를 보유한 프로젝트이다.

## 수행 단계
SETI@home의 프로젝트는 몇 단계의 과정을 거쳐 이루어진다. 먼저 프로젝트의 수행을 위한 정보는 푸에르토리코에 위치한 지름 305m의 세계 최대의 단일 전파망원경인 아레시보 천문대의 수신기에서 수집된다. 수집된 데이터는 용량이 매우 크기 때문에 분산 컴퓨팅 기술을 이용하여 처리하는데, 캘리포니아 대학교 버클리에서 데이터를 일정 단위로 작게 나누어 전 세계의 BOINC 소프트웨어를 설치한 개인용 컴퓨터로 분산되어 보낸다. 개인용 컴퓨터에서 데이터의 분석이 이루어지며, 분석된 결과는 다시 캘리포니아 대학교 버클리로 보내진다.

## 기록
현재까지 어떤 외계 지적 생명체의 증거를 발견하지 못했지만, 여러 가지 기록을 남기고 있다. SETI@home 프로젝트는 전 세계에서 520만 이상이 참여한 분산 컴퓨팅 프로젝트이다. 2001년 9월 26일에는 총 10의 21제곱수의 부동소수점 연산을 수행하여 기네스 세계 기록으로 인정되기도 했다.  2019년 10월 25일 기준으로 초당 평균 989테라플롭스(TeraFLOPS)의 부동소수점 연산을 기록하고 있다.

## 참여

SETI@home Classic v3.08의 동작

인터넷에 연결된 개인용 컴퓨터가 있다면 누구나 무료 소프트웨어를 다운로드 받아 실행시킴으로써 SETI@home 프로젝트에 참여할 수 있다. 이 프로그램은 사용자 개인용 컴퓨터의 CPU, 디스크 공간, 네트워크 대역폭의 일부를 사용하여 작업한다. 일반적으로 사용자가 다른 작업을 하지 않을 때 화면 보호기의 형태로 작동하며, 사용자가 자원의 사용 정도를 설정할 수 있다. 또는 처리 속도를 높이기 위하여 화면 보호기를 끄고 백그라운드로 작업을 진행하도록 설정할 수 있다.

### 소프트웨어
SETI@home 소프트웨어는 1999년 5월 17일 공개된 현재 'SETI@home Classic'이라고 불리는 초기의 플랫폼으로부터 출발했다. SETI@home Classic은 오로지 SETI@home 프로젝트의 수행만 가능했다. 2006년 5월 3일 BOINC플랫폼의 새로운 버전의 소프트웨어가 출시되었으며 SETI@home 프로젝트 이외에 다른 여러 프로젝트를 동시에 수행할 수 있고, 이전 버전에 비해 더 많은 종류의 신호를 분석할 수 있다. 새 프로그램은 이전 버전에 비해 특정 작업단위에 대해 빠르게 작동하도록 최적화되었지만, 어떤 작업단위에 대해서는 더 많은 시간이 걸리기도 한다. 현재 BOINC는 마이크로소프트 윈도우, macOS, 리눅스 등 다양한 운영 체제에서 구동할 수 있는 버전이 나와있다.

SETI@home Enhanced v6.03의 동작

### SETI@home Enhanced
BOINC 기반의 SETI@home으로 넘어오고 약 2년여 지나 2006년 5월 3일 새로운 업그레이드 프로그램인 "SETI@home Enhanced" 프로그램이 나오게 되었다. 이는 그동안 발전한 컴퓨터 기술에 따라 외계에서 오는 전파를 좀 더 자세하게 분석할 수 있도록 변경된 프로그램으로서 기존에 비하여 처리 시간도 더 걸리지만 그에 따라 크레딧(Credit)도 더 받을 수 있게 되었다.

Astropulse v5.05의 동작

### Astropulse
Astropulse는 새로운 타입의 SETI 프로젝트로서 기존의 SETI@home의 확장이며 대체하는 프로그램은 아니다. 기존의 SETI@home은 종래의 AM이나 FM 라디오와 같이 좁은 주파수 대역에서 외계신호를 찾지만 그에 반해 Astropulse는 좀 더 넓은 대역에서 외계신호를 찾기 위한 프로그램이다.
이는 외계생명체로부터의 신호뿐만이 아니라 빠르게 돌고 있는 펄사(Pulsar)라든지 블랙홀, 혹은 기타 아직 알려지지 않은 새로운 형태의 천문 현상까지도 같이 찾기 위한 프로그램이다.
따라서 기존의 SETI@home Enhanced에 비해서 훨씬 더 많은 연산을 필요로하고 그만큼 처리 시간도 오래 걸리기 때문에 다음의 최소 사양을 만족하는 PC에 한해서만 작업 유닛(workunit)을 전송한다.
- 최소 CPU : 1.6 GHz
- 최소 필요 메모리 : 256MB
- 최소 필요 하드디스크 공간 : 128MB

일반적인 SETI@home Enhance의 작업 유닛 크기인 360KiB에 비하여 Astropulse의 작업 유닛 크기는 8MiB가 넘으며 Credit 또한 100 내외인 SETI@home에 비하여 대략 800 이상의 값을 받는다.
그러나 작업 유닛이 항상 존재하지는 않으며 선택적으로 받을 수 없다.(단 받지 않도록 설정은 가능하다.)

### CUDA
SETI@home은 NVidia에서 제공하는 그래픽 프로세서(Graphic Processing Unit, GPU)를 이용한 컴퓨팅인 CUDA(Compute Unified Device Architecutre)를 이용한 계산을 지원한다.
SETI@home Enhanced 유닛에만 제공되고 Astropulse는 제공되지 않으며 이를 이용한 연산속도는 CPU보다 수배 이상 빠르다. 따라서 CUDA가 지원되는 그래픽 카드를 사용한다면 이를 이용하여 빠르게 계산이 가능하다.
다만 CUDA를 이용한 작업 시에는 일반적인 프로그램에서 화면 전환이나 동영상 재생 등이 많이 느리고 끊기는 경향이 있으므로 주의하여야 한다. CUDA는 NVidia의 GPU에만 적용되며 현재 ATI 계열의 그래픽 카드는 공식적으로 지원되지 않는다.

### 최적화 프로그램
기본적으로 제공하는 SETI 프로그램은 여러 CPU에서 모두 작동할 수 있도록 하위 호환성을 가지도록 작성된다. 예를 들어 x86 계열 CPU의 경우 인텔 펜티엄 급 이상 CPU에서는 모두 작동이 가능하도록 프로그래밍이 작성되기 때문에 그 이후에 나온 CPU들에서 각종 부동소수점 연산을 빠르게 지원하기 위한 MMX (명령어 집합)나 SSE 등의 기능은 사용할 수 없으므로 최신 CPU를 쓰는 경우에는 그 능력을 최대한 발휘할 수가 없다.
그래서 최신의 CPU를 쓰는 사람들이 해당 CPU의 능력을 최대한 활용할 수 있도록 CPU/OS별로 각각의 최적화 된 프로그램들이 존재한다. 대개의 경우 이러한 프로그램을 사용하면 기본적으로 제공하는 프로그램에 비하여 10%-40% 정도 성능을 향상시킬 수 있다.

또한 공식적인 지원은 아니지만 GPU연산을 지원하지 않던 ATI 계열 GPU를 이용하여 Astropulse를 처리할 수 있는 프로그램도 존재한다.

단, 이러한 프로그램은 공식적으로 지원하는 것이 아니어서 계산 후 최종적인 확인 결과에서 오류로 판정될 수 있으며 잘 못 설치할 경우 프로그램이 제대로 작동하지 않은 수도 있어 컴퓨터에 대하여 어느 정도 아는 사람들의 조언을 받고 작업하는 것이 안전하다.

## 대한민국의 관련 프로젝트

### SETI KOREA 프로젝트
2008년11월 개관한 국립과천과학관에는 세계적으로 유례를 찾기 힘든 대중용, 외계인 탐색 전용 전파망원경이 설치되어 있다. 전파망원경은 지름 7.2ｍ이며, 주 연구주제는 외계 지적생명체 탐사이며, SETI@home 프로젝트를 벤치마킹하였다. 과학관은 이를 위해 시험가동 중인 이 전파망원경을 이용해 우주에서 오는 약한 전파신호를 포착, 분석하는 작업을 하고 있으며 앞으로 은하평면 주변 및 250여개 외계행성계를 겨냥해 탐사작업을 벌일 예정이다.

### 한국 중력렌즈망원경 네트워크
한정호 충북대 교수와 박병곤 천문연 박사의 연구팀은 지적 생명체가 살 수 있는 외계 행성계를 찾는 연구로, 2009년부터 칠레, 남아프리카공화국, 호주에 시야가 매우 넓은 3대의 망원경을 연결해 외계 행성을 발굴하는 '한국 중력렌즈망원경 네트워크' 프로젝트에 착수하였다.

### 코리아앳홈 프로젝트
2003년 정보통신부 아래의 한국과학기술정보연구원(KISTI) 슈퍼 컴퓨팅센터에서 제작한 코리아앳홈 프로젝트는 분산 컴퓨팅 시스템을 활용하여 기후, 생명, 수학 분야에 활용하고 있다.
2010년 프로젝트는 중단되었으며, 해당 사이트는 운영되고 있지 않다.

## 다른 BOINC 프로젝트

### 생물학
- Cells@Home - 질병의 전이에 대한 연구이다.[10]
- 말라리아 통제 — 말라리아의 역학적인 확률론적 분석과 자연에서 말라리아의 역사연구.
- POEM@Home - 앤핀선의 도그마를 이용한 단백질 접이 모델.[11]
- Rosetta@home — 단백질 구조에 대해서 예측하고, 디자인하는 프로젝트.
- SIMAP — 분산 컴퓨팅을 이용한 연속적인 유사성이 있는 단백질 데이터베이스 구축 프로젝트.
- TANPAKU — 브라운 이론을 이용한 단백질 구조 예측.
- World Commnuity Grid - BOINC를 이용한 여러 생물학 관련(에이즈 치료, 단백질 접힘, 뎅기열 치료)등을 연구하는 프로젝트[12]

### 지구 과학
- Climateprediction.net — 21세기의 기후를 예측하기 위해서 시도중인 프로젝트.

### 물리학 & 천문학
- BRaTS@Home — 중력렌즈 연구.[13]
- Einstein@Home — LIGO와 GEO 600을 이용한 중력장 검출.
- LHC@home — CERN의 거대 하드론 충돌기(Large Hardron Collider, LHC)에서 움직이는 입자를 시뮬레이션하는 프로젝트.
- QMC@Home — 양자 몬테 카를로 알고리즘을 이용하여 분자구조와 분자의 반응성을 예측.
- SETI@home — 외계 지적 생명체 탐사

### 수학
- ABC@Home — ABC 추측문제의 풀이를 시도.
- SZTAKI Desktop Grid — 이진수를 귀납할 수 있는 방법을 찾는 프로젝트.
- TSP - 외판원 문제의 연구.[14]

## 같이 보기
- BOINC
- SETI

## 참고 문서
1. ↑  김희원 (2009년 3월 6일). “"외계 지적 생명체, 그들과의 만남을 고대하며"”. 서울경제. 2011년 11월 3일에 원본 문서에서 보존된 문서. 2009년 6월 8일에 확인함.
2. ↑  “BOINCstats”. 2012년 5월 3일에 원본 문서에서 보존된 문서. 2012년 4월 16일에 확인함.
3. ↑  “BOINC 웹사이트 다운로드 페이지”. 2009년 6월 9일에 확인함.
4. ↑  “What is SETI@home Enhanced?”. 2010년 1월 27일에 확인함.
5. ↑  “Astropulse FAQ”. 2010년 1월 27일에 확인함.
6. ↑  “Optimized Applications and Other Binaries”. 2010년 1월 30일에 확인함.
7. ↑  “CPU/ATI GPU hybrid AstroPulse for Windows released”. 2010년 3월 23일에 원본 문서에서 보존된 문서. 2010년 1월 30일에 확인함.
8. ↑  
“"국내서도 외계 지적생명체 탐사 돌입"”. 연합뉴스. 2009년 1월 4일. 2009년 6월 8일에 확인함.[깨진 링크(과거 내용 찾기)]
9. 1 2  김희원 (2009년 1월 7일). “"[천문의 해] <2> 외계 지적생명체 탐색 전파송출 35주년"”. 한국일보. 2010년 10월 24일에 원본 문서에서 보존된 문서. 2009년 6월 8일에 확인함.
10. ↑  “"Cels@Home" website”. 2008년 12월 4일에 원본 문서에서 보존된 문서. 2009년 6월 8일에 확인함.
11. ↑  “"POEM@Home website”. 2016년 3월 9일에 원본 문서에서 보존된 문서. 2016년 8월 29일에 확인함.
12. ↑  World Community Grid - Home
13. ↑  “"BRaTS@Home" website”. 2007년 9월 29일에 원본 문서에서 보존된 문서. 2007년 6월 11일에 확인함.
14. ↑  “"TSP" website”. 2007년 10월 24일에 원본 문서에서 보존된 문서. 2007년 10월 22일에 확인함.